# Брешелло
Брешелло (італ. Brescello) — муніципалітет в Італії, у регіоні Емілія-Романья,  провінція Реджо-Емілія.
Брешелло розташоване на відстані близько 370 км на північний захід від Рима, 80 км на північний захід від Болоньї, 25 км на північ від Реджо-нелль'Емілії.

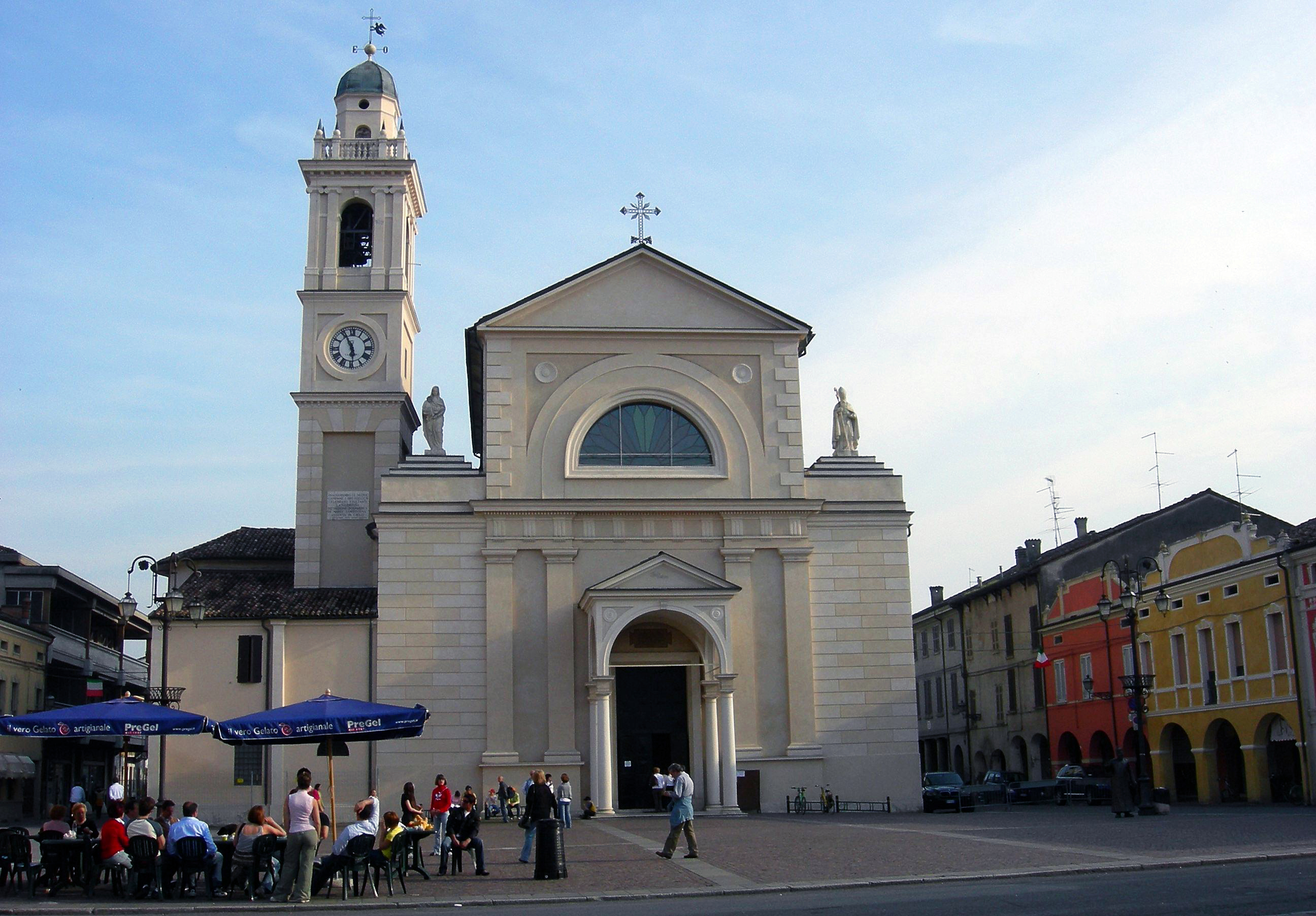

Населення — 5623 особи (2014).

## Демографія
Населення за роками:

Станом на 1 січня 2023 року в муніципалітеті офіційно проживало 739 іноземців з 47 країн, серед них 176 громадян країн Євросоюзу та 17 громадян України.

## Сусідні муніципалітети
- Боретто
- Гаттатіко
- Меццані
- Повільйо
- Сорболо
- В'ядана